# Spinilophus
Spinilophus is een geslacht uit de familie van doornroggen (Urolophidae), orde Myliobatiformes.

## Soortenlijst
- Spinilophus armatus (Müller & Henle, 1841)